# 野田赤蠍
野田赤蠍（日语：ダノンスコーピオン），是日本現役純種競賽馬匹。目前主要勝場有2022年NHK一哩賽。

## 出賽前
2019年2月22日出生於北海道新日高町KI牧場，成長途中被馬主公司Danox Co. Ltd.購入。
其後交由栗東訓練中心練馬師安田隆行訓練。

## 競賽生涯

### 2歲
2021年6月20日出戰阪神競馬場2歲新馬戰，於其中以優秀的末腳速度擊敗對手取得首勝。
放草過後於10月30出戰表列賽荻錦標，於其中保持穩定節奏於前方推進，進入直路後成功提速超越前方的絕技，最終以頸位優勢再下一城。
12月19日出戰朝日盃未來錦標，本次比賽採取居中戰術下保持於約莫第八的位置，進入直路後開始加速衝刺，最終僅敗於勝局在望及秀逸小島取得季軍。

### 3歲
2022年首戰爲共同通信盃，然而於直路力弱未能衝出之下僅獲得第七。
其後出戰雅靈頓盃，賽前獲得第一人氣。比賽開始後，其選擇於第十的靠後位置追走，並於比賽途中保持此緩慢的節奏推進。進入直路後，其於外檔位置不斷發力加速，最終於終點線前超越第七人氣伏兵大成聖駿，以頸位壓過對手取得首個分級賽冠軍。
5月8日出戰NHK一哩盃，落後秀逸小島、工業國度及摩天獵戶獲得第四人氣。比賽開始後，由於其處於第18檔大外檔位，加上起步不順，因而騎師川田將雅並未指揮其搶佔位置，而是保持於中團位置等待時機。通過第四彎道後，其抽出大外檔望空加速，於最後200米取得領先並稍爲向內修正繼續衝刺。此時後方外檔的摩天猎户亦開始殺到，但野田赤蠍仍然保持速度下成功抵擋對手的追擊，以頸位優勢取得首個分級賽冠軍。順帶一提，雖然本場比賽頭馬野田赤蠍及二馬摩天猎户分別爲第四及第三人氣，然而三馬川北美夢爲最低的第十八人氣，因而導致本次比賽的派彩陷入大波亂局面，例如三重彩最終派彩賠率高達1賠15323.7。
放草休養過後以10月22日的富士錦標作爲秋季起動戰，比賽開始後其處於先頭位置，通過第二彎道後稍微墮後至到中團。進入直路後，其隨即於馬群中央穿插並衝出，但未能超越神志勇進之下再被後上的秀逸小島超越，最終以第三完賽。
其後出戰一哩冠軍賽，然而於直路上未能提速甚至失速，最終以第十一大敗。
完成一哩冠軍賽後陣營安排其遠征香港出戰香港一哩錦標，然而比賽初段漏閘且於直路無法順利加速，最終以第六落敗。

### 4歲
2023年以京王盃春季盃作爲首戰，但於狀態未回復之下以第十一大敗。
6月4日出戰安田紀念，比賽初段處於第六左右的中團靠前位置，但於進入直路後再一次因爲失速沉底，最終以第十三大敗。
進入夏季其並未前往放草，而是出戰7月的中京紀念，然而於比賽途中其再次未能發揮水準，最終毫無亮點地以第十二落敗。
入秋後出戰一哩冠軍賽，比賽途中保持於內欄先頭位置，但於進入直路後未能突破且不斷失速，最終以第十三大敗。
12月23日出戰縮程出戰阪神盃，雖然於比賽初段一直維持於先頭的位置，但於進入直路後迅速失速，最終再度以第十三名大敗。

### 5歲
2024年3月，因應練馬師安田隆行到達退休年齡，其被轉往今年度新開倉、同屬栗東訓練中心的練馬師福永祐一馬房。
5月11日出戰轉廄後的首戰京王盃春季盃，賽前獲得第六人氣。比賽開始後，其選擇於中團靠後的位置等待時機，於通過彎道時候稍微發力加速。進入直路後，其於中檔位置展開衝刺，於直路中段稍為向外抽出下繼續加速追趕前方的賽駒，最終以不俗的速度跑獲一席第四。
其後出戰正賽安田紀念，比賽初段其於起步最外檔第18檔採取較為主動的姿態，進佔中團外檔位置，並於比賽途中一直保持於此位置推進。然而進入直路後，受到一直處於外疊的影響，其無法保持速度繼續加速，最終大幅失速下以第十五大敗。
秋季以縮程出戰人馬錦標，比賽初段維持於中團後方位置並穩步推進，但於直路上未能由外檔位置加速爬升，最終以第十二落敗。
其後挑戰短途馬錦標，再度採取後上的策略等待時機，但未能成功加速下以第十五大敗。
10月26日出戰天鵝錦標，以居中的姿態展開比賽，於直路想僅能維持均速，最終以第九完賽。
12月出戰阪神盃，比賽初段於中團內欄位置逐步推進，進入直路後移出中檔但未能望空，最終無法進入全速狀態下僅跑獲第十的戰績。

### 6歲
2025年以阪急盃作為年度首戰，比賽初段採用居中戰術，緩慢地移入中團靠後的遮擋位推進。進入直路後，其嘗試在中檔位置加速突圍，但稍為受到阻滯下未能完全加速，以第八的戰績完賽。
3月30日轉戰泥地以三月錦標作為目標，比賽初段位置於內欄的先頭位置逐步推進，同時處於一個有遮擋的狀態。進入直路後，其在中檔位置嘗試尋找位置加速上前，但最終仍然未能成功加速，以第八的戰績落敗。
其後繼續在泥地賽事上征戰，4月中旬前往地方出戰東京短途錦標，於比賽途中一直留守於中後方位置下，在直路迅速加速上前並跑出全場最快的末腳速度，最終以第六完賽。
休養過後選擇以東海錦標作為目標，比賽初段墮後之下一直保持於後方，在彎道逐步發力嘗試上前，但最終力有不逮未能衝出以第九落敗。
2個星期後前往盛岡競馬場出戰星團盃，本次比賽選擇在中團附近內欄位置推進，在彎道處開始發力下逐步上前，最終跑獲第五的戰績。

### 詳細賽績
| 日期       | 舉辦地區/國家 | 馬場 | 距離     | 級別   | 賽事名稱       | 負重 | 騎師     | 馬號 | 出馬 | 名次 | 時間    | 頭馬（二馬）       |
| ---------- | ------------- | ---- | -------- | ------ | -------------- | ---- | -------- | ---- | ---- | ---- | ------- | ------------------ |
| 20/6/2021  | 日本          | 阪神 | 草1600   |        | 2歲新馬        | 54   | 川田將雅 | 7    | 7    | 1    | 1:38.7  | （Rouge la Terre） |
| 30/10/2021 | 日本          | 阪神 | 草1800   | L      | 萩錦標         | 55   | 川田將雅 | 5    | 6    | 1    | 1:48.5  | （絕技）           |
| 19/12/2021 | 日本          | 阪神 | 草1600   | GI     | 朝日盃未來錦標 | 55   | 松山弘平 | 7    | 15   | 3    | 1:33.7  | 勝局在望           |
| 13/2/2022  | 日本          | 東京 | 草1800   | GIII   | 共同通信盃     | 56   | 川田將雅 | 11   | 11   | 7    | 1:48.8  | 野田猛鯨           |
| 16/4/2022  | 日本          | 阪神 | 草1600   | GIII   | 雅靈頓盃       | 56   | 川田將雅 | 10   | 18   | 1    | 1:32.7  | （大成聖駿）       |
| 8/5/2022   | 日本          | 東京 | 草1600   | GI     | NHK一哩賽      | 57   | 川田將雅 | 18   | 18   | 1    | 1:32.3  | （摩天獵戶）       |
| 22/10/2022 | 日本          | 東京 | 草1600   | GII    | 富士錦標       | 56   | 川田將雅 | 14   | 15   | 3    | 1:32.1  | 秀逸小島           |
| 20/11/2022 | 日本          | 阪神 | 草1600   | GI     | 一哩冠軍賽     | 56   | 川田將雅 | 15   | 17   | 11   | 1:33.3  | 秀逸小島           |
| 11/12/2022 | 香港          | 沙田 | 草1600   | GI     | 香港一哩錦標   | 56.5 | 布宜學   | 10   | 9    | 6    | 1:34.76 | 加州星球           |
| 13/5/2023  | 日本          | 東京 | 草1400   | GII    | 京王盃春季盃   | 58   | 川田將雅 | 1    | 18   | 11   | 1:20.8  | 赤夢               |
| 4/6/2023   | 日本          | 東京 | 草1600   | GI     | 安田紀念       | 58   | 杜滿萊   | 6    | 18   | 13   | 1.32.4  | 前人足跡           |
| 23/7/2023  | 日本          | 中京 | 草1600   | GIII   | 中京紀念       | 59   | 横山和生 | 12   | 16   | 12   | 1:34.2  | Selberg            |
| 19/11/2023 | 日本          | 京都 | 草1600   | GI     | 一哩冠軍賽     | 58   | 團野大成 | 3    | 16   | 13   | 1:34.0  | 匯兩川             |
| 23/12/2023 | 日本          | 阪神 | 草1400   | GII    | 阪神盃         | 58   | 團野大成 | 1    | 17   | 13   | 1:20.0  | 出奇致勝           |
| 11/5/2024  | 日本          | 東京 | 草1400   | GII    | 京王盃春季盃   | 58   | 戶崎圭太 | 9    | 15   | 4    | 1:20.2  | 出奇致勝           |
| 2/6/2024   | 日本          | 東京 | 草1600   | GI     | 安田紀念       | 58   | 戶崎圭太 | 18   | 18   | 15   | 1:33.6  | 浪漫勇士           |
| 8/9/2024   | 日本          | 中京 | 草1200   | GII    | 人馬錦標       | 58   | 戶崎圭太 | 14   | 18   | 12   | 1:08.3  | 濠城               |
| 29/9/2024  | 日本          | 中山 | 草1200   | GI     | 短途馬錦標     | 58   | 戶崎圭太 | 11   | 16   | 15   | 1:07.8  | 賢德之君           |
| 26/10/2024 | 日本          | 京都 | 草1400   | GII    | 天鵝錦標       | 58   | 薛達祺   | 12   | 17   | 9    | 1:20.9  | 野田冰峰           |
| 21/12/2024 | 日本          | 京都 | 草1400   | GII    | 阪神盃         | 58   | 團野大成 | 2    | 18   | 10   | 1:20.6  | 奈村佳盈           |
| 22/2/2025  | 日本          | 京都 | 草1400   | GIII   | 阪急盃         | 58   | 和田龍二 | 15   | 18   | 8    | 1:22.1  | 五雪峰             |
| 30/3/2025  | 日本          | 中山 | 泥1800   | GIII   | 三月盃         | 59   | 大野拓彌 | 11   | 15   | 8    | 1:52.4  | Brian Sense        |
| 16/4/2025  | 日本          | 大井 | 泥1200   | JpnIII | 東京短途錦標   | 58   | 笹川翼   | 9    | 15   | 6    | 1:11.6  | A Tracks           |
| 27/7/2025  | 日本          | 中京 | 泥1400   | GIII   | 東海錦標       | 59   | 幸英明   | 6    | 16   | 9    | 1:24.0  | 猛熊               |
| 11/8/2025  | 日本          | 盛岡 | 泥1200米 | JpnIII | 星團盃         | 59   | 山本聰哉 | 9    | 14   | 5    | 1:10.6  | Sunrise Amour      |

## 血統簡介
父系龍王爲日本賽駒，生涯稱霸短途賽事，包括做出連霸短途馬錦標及香港短途錦標等壯舉，被稱爲日本近代最強短途馬。祖父夏威夷王亦爲日本賽駒，生涯戰績極爲優秀，僅得一戰未能獲勝，曾勝出一級賽NHK一哩賽及東京優駿（日本打吡），爲日本史上首匹贏得變則二冠的賽駒。
母系Lexie Lou爲加拿大賽駒，生涯戰績不俗，曾勝出當地二級賽及於荷里活打吡跑獲亞軍。外祖父Sligo Bay爲愛爾蘭生產的美國賽駒，生涯戰績優秀，曾勝出一級賽荷里活草地讓賽。

### 血統表
| 父線：金滿寶系（淘金者系）        |                                 |              |                  |
| 種馬 龍王 2008年（棗色）          | 夏威夷王 2001年（棗色）         | 金滿寶       | 淘金者           |
| 種馬 龍王 2008年（棗色）          | 夏威夷王 2001年（棗色）         | 金滿寶       | Miesque          |
| 種馬 龍王 2008年（棗色）          | 夏威夷王 2001年（棗色）         | Manfath      | 最後大官         |
| 種馬 龍王 2008年（棗色）          | 夏威夷王 2001年（棗色）         | Manfath      | Pilot Bird       |
| 種馬 龍王 2008年（棗色）          | Lady Blossom 1996年（棗色）     | 雷貓         | 雷鳥             |
| 種馬 龍王 2008年（棗色）          | Lady Blossom 1996年（棗色）     | 雷貓         | Terlingua        |
| 種馬 龍王 2008年（棗色）          | Lady Blossom 1996年（棗色）     | Saratoga Dew | Cormorant        |
| 種馬 龍王 2008年（棗色）          | Lady Blossom 1996年（棗色）     | Saratoga Dew | Super Luna       |
| 繁殖雌馬 Lexie Lou 2011年（棗色） | Sligo Bay 1998年（棗色）        | 鞍匠井       | 北地舞人         |
| 繁殖雌馬 Lexie Lou 2011年（棗色） | Sligo Bay 1998年（棗色）        | 鞍匠井       | Fairy Bridge     |
| 繁殖雌馬 Lexie Lou 2011年（棗色） | Sligo Bay 1998年（棗色）        | Angelic Song | Halo             |
| 繁殖雌馬 Lexie Lou 2011年（棗色） | Sligo Bay 1998年（棗色）        | Angelic Song | Ballage          |
| 繁殖雌馬 Lexie Lou 2011年（棗色） | Onnexcessivenite 2000年（棗色） | In Excess    | Siberian Express |
| 繁殖雌馬 Lexie Lou 2011年（棗色） | Onnexcessivenite 2000年（棗色） | In Excess    | Kantado          |
| 繁殖雌馬 Lexie Lou 2011年（棗色） | Onnexcessivenite 2000年（棗色） | Favored One  | Son of Briartic  |
| 繁殖雌馬 Lexie Lou 2011年（棗色） | Onnexcessivenite 2000年（棗色） | Favored One  | Highly Favored   |
| 雌系：Affection系（號族：9-f）    |                                 |              |                  |
| 五代內近親交配：北地舞人 5×4      |                                 |              |                  |

## 命名由來
名字中，Danon（ダノン）是馬主Danox Co. Ltd.冠名，源自公司名字，而此公司名字就是公司代表野田順弘之姓氏「野田」（ノダ）倒轉後的變體；Scorpion（スコーピオン）即是蠍子，香港則翻譯为「赤蠍」。

## 外部連結
- 野田赤蠍 netkeiba.com （页面存档备份，存于）
- 血統表 （页面存档备份，存于）